# 杜梅特山
73°11′S 64°1′E / 73.183°S 64.017°E
杜梅特山（英語：Mount Dummett）是南極洲的山峰，位於麥克羅伯特森地，屬於查爾斯王子山脈的一部分，處於麥考利山以東20公里，該山峰根據澳大利亞探險隊的照片被繪入地圖。